# Hammer & Tongs
«Hammer & Tongs» — британская продюсерская компания во главе промо- и кинорежиссёрём Гартом Дженнингсом (1972 г.р, Эссекс) и продюсером Ником Голдсмитом (1971 г.р), которая ещё и является псевдонимом дуэта основателей. Доминик Люнг, который в основном работает редактором, был назван Дженнингсом третьим участником, однако Hammer & Tongs в большинстве своём воспринимается публикой как дуэт. Наиболее известна своей работой над видеоклипами для групп Blur («Coffee & TV») и Supergrass («Pumping on Your Stereo»), а после «Hammer & Tongs» стали снимать полнометражные фильмы, где их дебютом стала киноверсия 2005 года «Автостопом по галактике». Благодаря успеху своего дебютного полнометражного фильма Дженнингс собрал 3,5 миллиона фунтов стерлингов на снятие фильма «Сын Рэмбо». После двух успешных полнометражных фильмов и большого количества видеоклипов и реклам, в июле 2012 года дуэт объявил, что они возьмут длительный перерыв от работы вместе, чтобы проводить различные предприятия по собственному желанию. В 2016 году Дженнингс написал сценарий и снял компьютерный анимационный комедийный фильм «Зверопой».

## Карьера
Дженнингс и Голдсмит познакомились, когда оба посетили Центральный колледж искусства и дизайна имени Святого Мартина, где изучали графический дизайн. В начале 1990-х годов они сняли свой первый клип на трек Way In My Brain электрического проекта SL2. Затем последовали постановки для Ash, Pulp, Eels и других. Первоначально режиссёрская работа выполнялась либо всей командой, либо Дженнингсом, Голдсмитом и Люнгом, каждый снимал в одиночку, поэтому Hammer & Tongs сняли несколько видеороликов одновременно. С конца 1990-х годов Голдсмит почти не работал в качестве директора, а два других директора под своими именами.
Бюджет видеоклипа Blur "Coffee & TV" в 1999 году составлял около 90 000 до 100 000 фунтов стерлингов и был так до тех пор крупнейшим проектом Hammer & Tong. В нём рассказывается история антропоморфной молочной коробки, которая отправляется на поиски пропавшего человека, изображенного на ней. Видео было удостоено премии NME и премии MTV Europe Music Award как лучшее видео года. Художники, которые впоследствии сняли несколько видео Hammer & Tongs, включают Fatboy Slim, Supergrass, Badly Drawn Boy и Бека.
В 2005 году в кинотеатры впервые вышел художественный фильм команды, экранизация Дугласа Адамса под названием «Автостопом по галактике». В сервисе производственный бюджет оценивается в 50 миллионов долларов и фильм собрал по всему миру чуть более 100 миллионов долларов.. А в 2007 году вышел фильм «Сын Рэмбо», получивший приз зрительских симпатий на кинофестивале в Локарно в 2008 году.
В 2010 году сборник музыкальных клипов и короткометражных фильмов был выпущен на DVD под названием «The Hammer & Tongs Collection».

## Фильмография
- Зверопой / Sing (2017)
- Бесподобный мистер Фокс / Fantastic Mr. Fox (2009) (только Гарт; озвучка)
- Сын Рэмбо / Son of Rambow (2007)
- Автостопом по галактике / The Hitchhiker's Guide to the Galaxy (2005)

## Видеография
- "Mr. Kirk's Nightmare" — 4hero (1990)
- "And I'm Telling You I'm Not Going" — Donna Giles (1994)
- "Dominion Road" — The Mutton Birds (1995)
- "Weak" — Skunk Anansie (1996) — режиссёр Ник Голдсмит
- "Being Brave" — Menswear (1996)
- "Crush" — Goya Dress (1996)
- "Nice Guy Eddie" — Sleeper (1996)
- "Medicine" — Del Amitri (1997)
- "Bentley's Gonna Sort You Out!" — Bentley Rhythm Ace (1997)
- "A Life Less Ordinary" — Ash (1997)
- "Help the Aged — Pulp (1997)
- "Silently Bad Minded" — Pressure Drop (1998)
- "A Little Soul" — Pulp (1998)
- "Saint Joe on the School Bus" — Marcy Playground (1998)
- "The Flipside" — Moloko (1998)
- "Last Stop: This Town" — Eels (1998)
- "Six" — Mansun (1999) — режиссёр Грант Джи
- "Cancer for the Cure" — Eels (1999)
- "B Line" — Lamb (1999)
- "Right Here, Right Now — Fatboy Slim (1999)
- "Coffee & TV" — Blur (1999)
- "Driftwood" — Travis (1999)
- "Pumping on Your Stereo" — Supergrass (1999)
- "The Time Is Now" — Moloko (2000) — режиссёр Доминик Люнг
- "Shiver" — Coldplay (2000) — режиссёр Грант Джи
- "Theme from Gutbuster" — Bentley Rhythm Ace (2000)
- "Big Fan" — The Wannadies (2000)
- "Disillusion" — Badly Drawn Boy (2000)
- "Happiness" — Shawn Lee (2000) — режиссёр Доминик Люнг
- "Demons" — Fatboy Slim (2000)
- "Spitting in the Wind" — Badly Drawn Boy (2001)
- "I Have Seen" — Zero 7 (2001)
- "Pillow" — Capitol K (2002) — режиссёр Доминик Люнг
- "Silent Sigh" — Badly Drawn Boy (2002)
- "Something to Talk About" — Badly Drawn Boy (2002)
- "Lost Cause" — Beck (2003)
- "Low C" — Supergrass (2005)
- "Ingenue" — Atoms for Peace (2013)
- "Lotus Flower" — Radiohead (2011)
- "Cousins" — Vampire Weekend (2009)
- "A-Punk" — Vampire Weekend (2008)
- "Jigsaw Falling into Place" и "Nude" — Radiohead (2007/2008) — вместе с Адамом Бахтоном
- "And I Was a Boy From School" — Hot Chip (2006)
- "Hell Yes" — Beck (2005)
- "Imitation of Life" — R.E.M. (2001)